# Rhododendron nuttallii
Rhododendron nuttallii är en ljungväxtart som beskrevs av William Beattie Booth och Thomas Nuttall. Rhododendron nuttallii ingår i släktet rododendron, och familjen ljungväxter. Inga underarter finns listade i Catalogue of Life.

## Bildgalleri

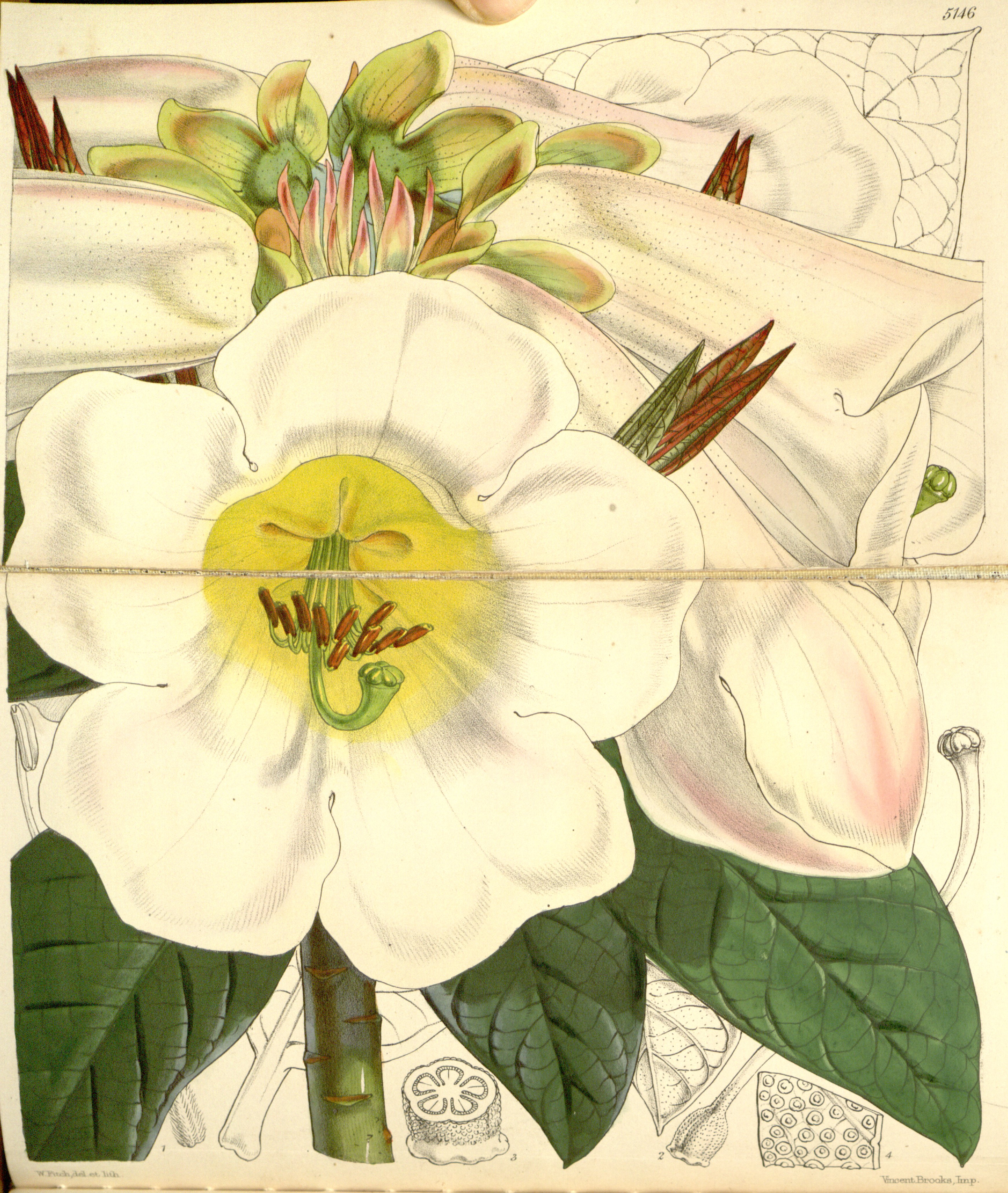